# محمدعلی اخلاقی
محمدعلی اخلاقی (زاده ۱۳۵۰ ولسوالی مالستان ولایت غزنی) سیاستمدار افغانستان و نماینده مردم ولایت غزنی در دوره شانزدهم مجلس نمایندگان است. وی در مجلس شانزدهم نمایندگان افغانستان عضو کمیسیون امور دینی، فرهنگی، معارف و تحصیلات عالی می‌باشد.

## زندگی‌نامه
محمدعلی اخلاقی زاده ۱۳۵۰ از ولسوالی مالستان ولایت غزنی می‌باشد. ایشان تحصیلات ابتدایی خود را در لیسه رضوی به پایان رسانید و در سال ۱۳۸۱ توانست در رشته جامعه‌شناسی از دانشگاه امام خمینی در ایران در مقطع فوق لیسانس فارغ‌التحصیل شود.

## دیگر فعالیت‌ها
دیگر فعالیت‌های ایشان:
- مدیر عمومی وزارت معارف (۱۳۸۱–۱۳۸۳).
- مؤسس مرکز تحقیقات اجتماعی افغانستان.
- استاد دانشگاه در دانشکده علوم اجتماعی دانشگاه تعلیم و تربیه کابل.
- استاد در دانشگاه های خصوصی در کابل.